# KMTNet

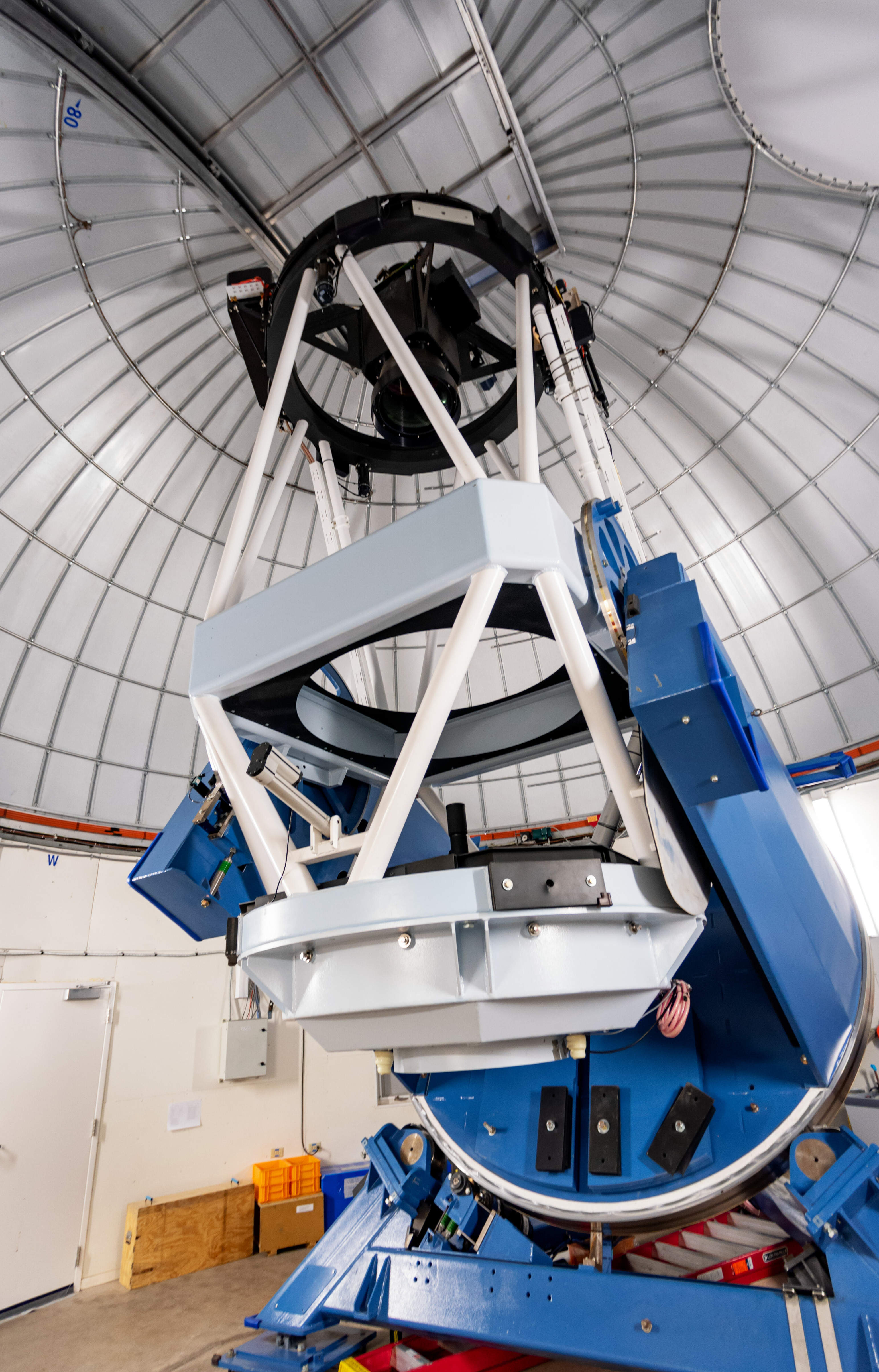
Teleskop des KMTNet im Cerro Tololo Inter-American Observatory

Das KMTNet (koreanisch 외계행성 탐색시스템, englisch Korean Microlensing Telescope Network) ist ein Verbund des Korea Astronomy and Space Science Institute von drei Spiegelteleskopen  an den Standorten Cerro Tololo Inter-American Observatory, Siding Spring Observatory und South African Astronomical Observatory, um eine ununterbrochene Beobachtung einer Himmelsregion zu ermöglichen. Die Teleskope weisen eine Apertur von 1,6 m auf und sind mit einem 4-linsigen Korrektor und einer 340 Megapixel-CCD-Kamera im Primärfokus zur Beobachtung einer Himmelsregion von 2° × 2° ausgestattet; diese kann in Intervallen von 10 min zur Beobachtung der zeitlichen Variation aufgenommen werden. Die Teleskope wurden im Jahr 2014 installiert und 2015 in Betrieb genommen.
Das primäre wissenschaftliche Ziel ist die Entdeckung von Exoplaneten durch von diesen hervorgerufenes Microlensing, wofür 45 % der Beobachtungszeit verwendet wird.  Nebenbei werden dabei Beobachtungen von Exoplaneten aufgrund von Transits,  von anderen Objekten variabler Helligkeit und Daten zur Asteroiden- und Kometensuche erwartet. In der verbleibenden Zeit werden Supernovae, Asteroiden und Kometen in der übrigen südlichen Hemisphäre, Durchmusterung nahegelegener Galaxien, insbesondere von Satellitengalaxien der Milchstraße, und Untersuchung von supermassiven schwarzen Löchern in variablen aktiven Galaxiekernen durchgeführt.